# Иранские охотники-собиратели
Иранские охотники-собиратели (англ. Iranian hunter-gatherers) — в археогенетике условное название наследственного компонента, связаннаго с мезолитическим и ранне-неолитическим населением Иранского нагорья.
Индивиды этого генетического профиля представлены мезолитическими охотниками-собирателями и неолитическими скотоводами и ранними земледельцами с территории современного Ирана, такими как останки, раскопанные в пещерах Хоту и Камарбанд и Ганджи-Даре, а также Везме. Глубоко разошедшаяся родственная ветвь (более 12 тысяч лет назад), лучше всего представленная останками из Шахри-Сухте, сформировала доминирующий компонент родословной цивилизации долины Инда в северо-западной Индии, отличный от коренного населения Южной Индии. Иранские охотники-собиратели также представляют собой важный источник для формирования генофонда Средней Азии, в первую очередь через археологический комплекс Бактрии-Маргианы. Они также продемонстрировали близкое генетическое родство с охотниками-собирателями Кавказа, которые произошли от той же исходной популяции, что и иранские охотники-собиратели, но отличались от предшествующих палеолитических популяций Кавказа, которые были ближе связаны с анатолийскими охотниками-собирателями и левантийскими группами.

## Происхождение

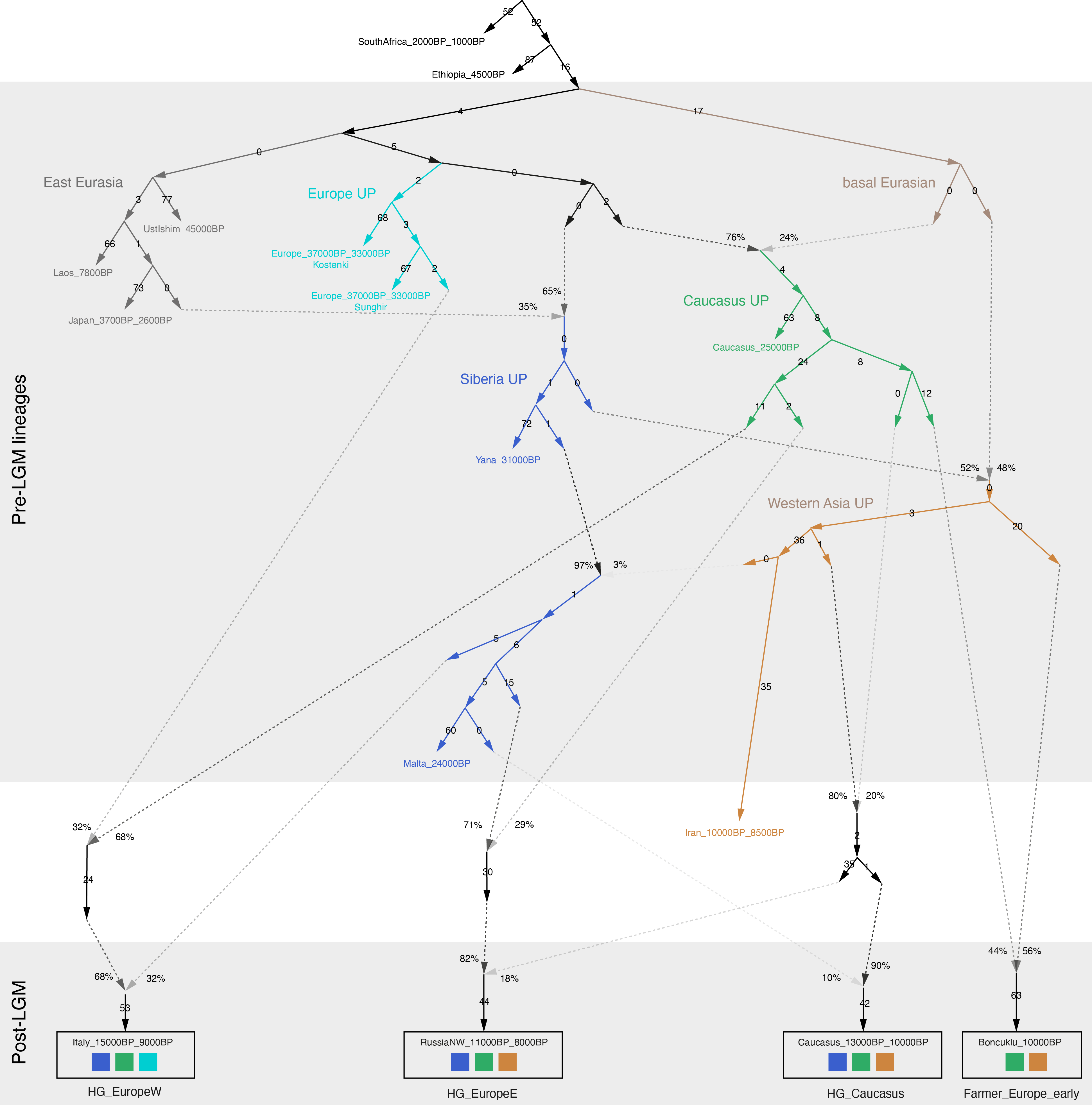
Возможный график примесей глубоких евразийских линий в контексте современных западных евразийцев

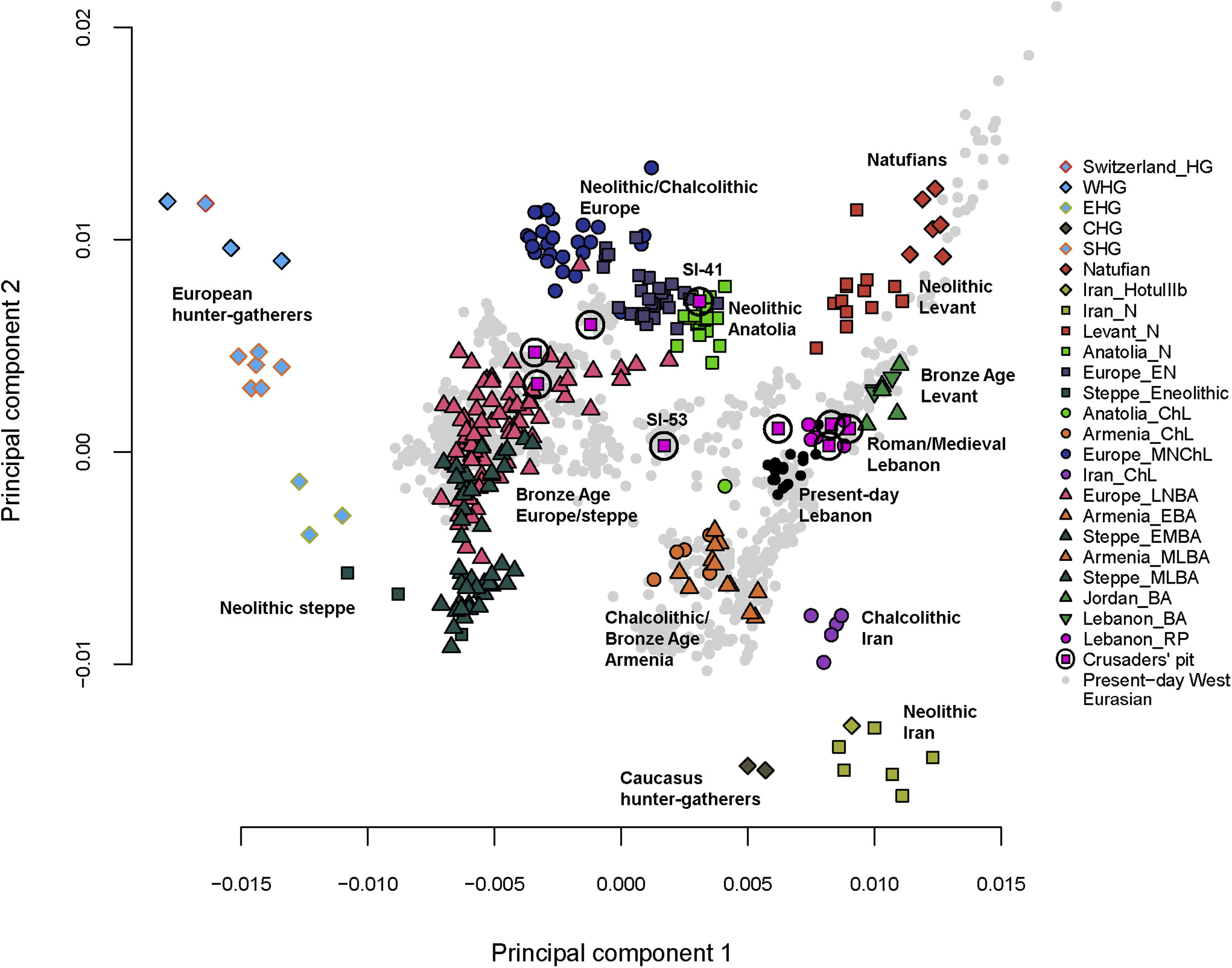
Анализ главных компонентов древних западных евразийцев. Современные популяции — серые точки, древние образцы — цветные фигуры

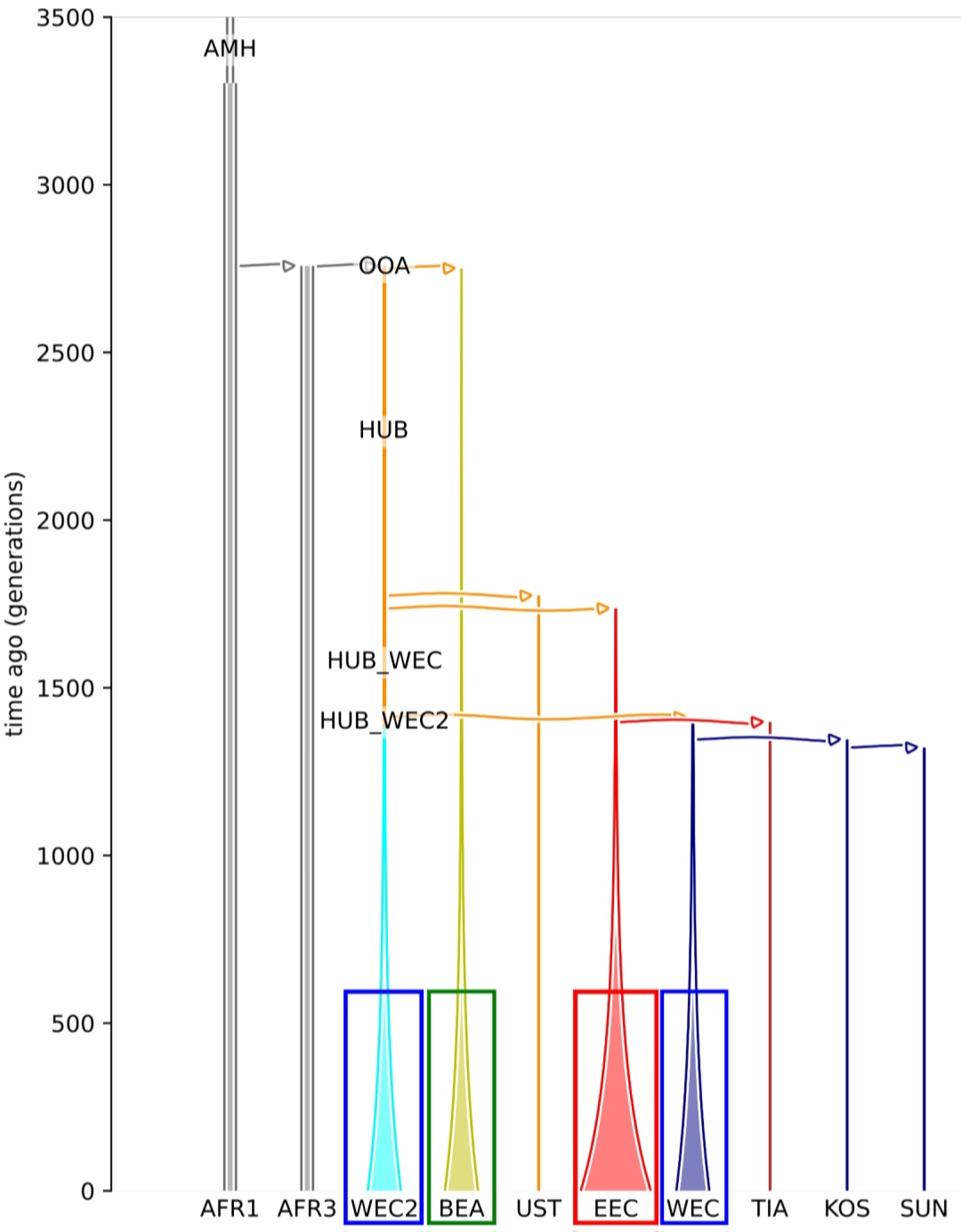
Альтернативное филогенетическое дерево глубоких евразийцев; мезолитические/неолитические иранцы получили большую часть своей родословной из комбинированного источника WEC/WEC2 с некоторой примесью из «базального» и восточно-евразийского источника

Хотя точное происхождение мезолитических и неолитических иранских охотников-собирателей и более поздних земледельцев остается неясным, существуют различные предложения по объяснению их формирования.
Обычно цитируемая модель утверждает, что неолитические иранцы появились как примесь между базальной евразийской линией и линией, более близкой к древним северным евразийцам (ANE) или восточноевропейским охотникам-собирателям (EHG). Согласно этой модели, мезолитическая/неолитическая иранская линия получает значительную часть своей родословной от базального евразийского источника (в диапазоне от 35 до 62 %), а остальная родословная ближе к древним северным евразийцам (38-65 %). Однако генетические данные предполагают более сложный процесс формирования, включающий по крайней мере четыре различных источника.
Валлини и др. (2024) представили пересмотренную модель формирования мезолитических/неолитических иранцев. Они утверждают, что заселение Евразии лучше всего может быть объяснено при помощи гипотезы, что Иранское нагорье было повторяющимся популяционным хабом. После расхождения и экспансии древних восточных евразийцев в течение начального верхнего палеолитического периода (ок. 48 тыс. лет назад) «предковые западные евразийцы» оставались вместе в хабе длительное время и начали расширяться примерно 40 тыс. лет назад, при этом одна ветвь (WEC) дала начало современным западно-евразийским линиям (таким как родовая линия Костёнки-14), в то время как остаточная группа (WEC2) осталась на Иранском нагорье. После событий контакта с другими линиями, включая популяции, несущие повышенную «базальную» и восточно-евразийскую родословную, эта линия вновь появилась в палеогенетической записи как иранская неолитическая, иранская охотник-собиратель или «восточная мета». Согласно модели qpAdm Валлини и др. 2024, включая смоделированные прокси для компонентов WEC/WEC2 и BEA, генетический состав неолитических иранцев (Ganj_Dareh_N) состоит из примерно 76,5 % западно-евразийских (WEC/WEC2), примерно 16,3 % широко восточно-евразийских (EEC) и примерно 7,2 % «базальноподобных» (BEA) предков.
В то время как иранские охотники-собиратели и неолитические иранские группы попадают в более широкий «западно-евразийский» кластер в рамках общеевразийского анализа главных компонент (PCA), они лишь отдаленно связаны с географически близкими анатолийскими или левантийскими линиями, занимая «крайнее положение» по сравнению с другими древними и современными западно-евразийскими популяциями. Напротив, мезолитические и неолитические иранцы тесно связаны с охотниками-собирателями мезолитического Кавказа, в то время как оба во многом отличаются от более раннего населения верхнего палеолита Кавказа.
Хотя изначально он отсутствовал в Малой Азии, Месопотамии и на Кавказе, а также в Индии, он достиг этих регионов через экспансию мезолитических и неолитических групп, что привело к градиенту между иранскими неолитическими и местными источниками.

## Однородительские гаплогруппы
Основные гаплогруппы ДНК Y-хромосомы человека, обнаруженные среди мезолитических и неолитических образцов, связанных с Ираном, включают субклады G-M201, J, L и R2. Другие включали субклады T-M184, в то время как субклады H наблюдаются среди останков, подобных «периферии IVC». Самый древний образец гаплогруппы R2a на сегодняшний день был найден в одном из останков из Ганджи-Даре в западном Иране. Общие гаплогруппы митохондриальной ДНК человека, обнаруженные среди мезолитических и неолитических иранских образцов, включают субклады гаплогруппы U, HV, X, R, H, W, T и M.

## Вклад в другие популяции

### Кавказ
Источник, связанный с иранскими охотниками-собирателями, внес около 72 % предков в охотников-собирателей Кавказа, а оставшаяся часть была составлена примерно на 18 % компонентом верхнего палеолита Кавказа (Дзудзуана) и примерно на 10 % компонентом восточноевропейских охотников-собирателей.

### Западная Азия
Поздние иранцы эпохи халколита, как предполагается, образовались в результате слияния местных неолитических иранцев и неолитической анатолийской исходной популяции, а также дополнительного потока генов, похожих на кавказских охотников-собирателей. В период позднего неолита/раннего халколита они образовали клин, простирающийся от Западной Анатолии вдоль низменностей Закавказья до гор Загрос, доходя до Средней Азии, а также на юг до Южного Леванта. Эта клина в первую очередь характеризовалась обширным анатолийским происхождением и, во вторую очередь, распространением неолитических иранских и левантийских предков.
Неолитический иранский вклад необходим в моделях для современных популяций Ближнего Востока и некоторых восточноафриканских популяций. Этот поток генов мог произойти в первую очередь через смешанное население из Месопотамии.

### Южная Азия
Расходящаяся (>12 тыс. лет назад) родственная линия, разделяющая недавнего общего предка с неолитическими иранцами, но отделившаяся от них до развития сельского хозяйства, образует основной предковый компонент населения цивилизации долины Инда, в тандеме с переменным количеством местного восточноевразийского происхождения (AASI). Распространение древнеиранского происхождения и/или IVC-подобного происхождения может быть связано с распространением ранних дравидийских языков, хотя это остается неопределённым, поскольку были представлены и противоположные точки зрения.

### Средняя Азия
Неолитические иранцы, совместно с анатолийскими земледельцами, также внесли свой вклад в формирование Бактрийско-Маргианского археологического комплекса, который впоследствии внёс вклад в другие центральноазиатские популяции, и, возможно, в более поздние таримские мумии из Альвигуля (700-1 гг. до н. э.) и Крорана (200 г. н. э.).

### Европа
Неолитические иранцы, в отличие от родственных кавказских охотников-собирателей, внесли лишь небольшой вклад в европейский генофонд. Иранцы неолитического периода, напротив, представляют собой лучший источник генетического потока среди большинства популяций Западной Азии по сравнению с охотниками-собирателями Кавказа, тогда как для европейских популяций верно обратное.